# Larian Studios
Larian Studios è un'azienda belga dedita allo sviluppo e alla pubblicazione di videogiochi con sede nella città di Gand, fondata nel 1995 da Swen Vincke.

## Storia
Larian Studios è stato fondato nel 1995 da Swen Vincke. Come lead designer della compagnia, ha contribuito a tutti i primi progetti di gioco di Larian, incluso il pluripremiato gioco di ruolo Divine Divinity (2002) e il suo sequel Beyond Divinity (2004).
Successivamente è stato anche responsabile del design di KetnetKick, un mondo virtuale per bambini sviluppato per il canale fiammingo Ketnet. Questo mondo virtuale è stato poi esportato su diversi altri canali per bambini, come il canale britannico CBBC (intitolato Adventure Rock), il canale francese Jeunesse TV (intitolato Gulliland), e il canale norvegese NRK.
Il primo progetto di Larian si chiamava The Lady, the Mage and the Knight. Durante quel periodo hanno anche sviluppato LED Wars, un gioco di strategia sviluppato in 5 mesi e pubblicato da Ionos nel 1997. A seguito di ciò, The Lady, the Mage and the Knight si è presto evoluto in un progetto di collaborazione tra Larian Studios e Attic Entertainment Software che, però, a causa di vari problemi tra i due studi di sviluppo e il suo editore, è stato abbandonato nel 1999.
Nel 2002, Larian ha completato Divinity: Sword of Lies che è stato poi pubblicato con il nome Divine Divinity da CDV. Nel 2004, Beyond Divinity, il sequel di Divine Divinity, è stato pubblicato in due edizioni: la versione standard di Ubisoft Entertainment GmbH e la versione deluxe di MediaMix Benelux, che conteneva Divine Divinity, Beyond Divinity e un romanzo di Rhianna Pratchett intitolato "Figlio del caos".
Sempre nel 2004, è stato sviluppato per Ketnet, "KetnetKick", un gioco educativo pubblicato da Transposia. Nel 2006, Beyond Divinity è stato ripubblicato in Gold Games 9 da Ubisoft Entertainment, un set di 10 giochi su 6 DVD.
Nel marzo 2008, viene completato e pubblicato Adventure Rock, un mondo virtuale online. Questo viene seguito dall'uscita di KetnetKick 2 nell'ottobre 2008 su VRT, l'emittente nazionale delle Fiandre. Nel marzo 2009, GulliLand viene pubblicato da Jeunesse TV, un canale televisivo nazionale francese. Nel gennaio 2010, Larian ha pubblicato Divinity II: Ego Draconis, il sequel di Divine Divinity, per il mercato statunitense, su Xbox 360 e Windows contemporaneamente, dopo la pubblicazione in Germania, Francia, Spagna, Italia, Polonia, Russia e Benelux. Larian ha anche prodotto Divinity II: Flames of Vengeance e una versione Gold Deluxe che contiene tutti gli episodi di Divinity II, chiamata Divinity II: The Dragon Knight Saga.
Nell'agosto 2013 Larian ha rilasciato Divinity: Dragon Commander, un gioco che mescola strategia ed elementi di gioco di ruolo dell'universo di Divinity, ambientato prima degli eventi di Divine Divinity. Il gioco ha ricevuto un'accoglienza complessivamente positiva e ha guadagnato l'attenzione grazie al suo nuovo approccio alla strategia.
Nel giugno 2014, dopo numerosi ritardi, ha pubblicato Divinity: Original Sin, un gioco di ruolo a turni ambientato tra Dragon Commander e Divine Divinity. Il gioco è stato finanziato in parte grazie a una campagna Kickstarter che ha incassato 944282 $, più del doppio del suo obiettivo di 400000 $. Per lo sviluppo di Original Sin erano stati preventivati a 3 milioni di euro, il doppio della quantità di denaro che Larian aveva a disposizione, ma alla fine il gioco è costato 4,5 milioni di euro; secondo Swen Vincke, Larian ha ritardato i pagamenti delle tasse e ha convogliato sul progetto risorse destinate allo sviluppo di Dragon Commander, per finanziare e completare Original Sin, e la società sarebbe fallita se il gioco non avesse avuto successo. Al suo rilascio, Original Sin è diventato il gioco più venduto nella storia di Larian. Una Enhanced Edition è stata lanciata il 27 ottobre 2015, includendo tutti i contenuti scaricabili precedentemente pubblicati e diversi miglioramenti.
Anche Divinity: Original Sin 2, il sequel di Divinity: Original Sin, è stato finanziato tramite Kickstarter, raggiungendo il budget prefissato per creare il gioco in poche ore. Il gioco si svolge 1200 anni dopo gli eventi di Divinity: Original Sin e conserva molti degli elementi di gioco che erano presenti nel primo Original Sin. Il gioco è stato rilasciato in Steam Early Access il 15 settembre 2016, con il rilascio completo della versione 1.0 avvenuta poco meno di un anno dopo, il 14 settembre 2017.
Il 6 ottobre 2020, Larian Studios ha rilasciato in formato di accesso anticipato, il videogioco di ruolo Baldur's Gate III, sulle piattaforme Microsoft Windows, Mac OS X e Stadia. È il terzo gioco principale della serie Baldur's Gate, a sua volta basato sul sistema di gioco di ruolo da tavolo di Dungeons & Dragons. Rimarrà in fase di sviluppo per almeno un altro anno.

## Videogiochi
- L.E.D. Wars (1997)
- Divine Divinity (2002)
- Beyond Divinity (2004)
- Divinity II: Ego Draconis (2009)
- Divinity: Dragon Commander (2013)
- Divinity: Original Sin (2014)
- Divinity: Original Sin II (2017)
- Baldur's Gate III (2023)